# Atomaria parva
Atomaria parva là một loài bọ cánh cứng trong họ Cryptophagidae. Loài này được Schenkling miêu tả khoa học năm 1923.